# Niobe (fartyg)
Niobe (ex-Hr.Ms. Gelderland) var en tysk luftvärnskryssare som tjänstgjorde under det andra världskriget. Hon sänktes i Kotkas hamn i Finland den 16 juli 1944.

## Historia
Fartyget började sin historia som den holländska pansardäckskryssaren (pantserdekschiep) Hr.Ms. Gelderland. När Tyskland invaderade Nederländerna år 1940 erövrade man fartyget och införlivade det i sin egen flotta och döpte om den till Niobe. Hon användes mellan 1940 och 1944, först som kryssare, sedan som skolfartyg och slutligen som luftvärnskryssare.
Under storanfallet 1944 försökte Sovjetunionen att få ett avgörande till stånd i kriget mot Finland. Tyskarna kom finländarna till hjälp och bland biståndet fanns bland annat luftvärnskryssaren Niobe som sattes för att skydda Kotka, en av de mest bombrädsdrabbade städerna i Finland. Sovjetunionen satte in stora resurser för att sänka det finländska pansarskeppet Väinämöinen. Man lokaliserade ett stort fartyg i Kotkas hamn och beslöt att anfalla det med 132 bomb- och jaktplan den 16 juli 1944. Fartyget var dock den tyska luftvärnskryssaren Niobe och flygplanen möttes av ett tufft motstånd. 9 flygplan sköts ner innan hon träffades av ytstudsande bomber från två ryska bombplan. Kanonerna fortsatte att skjuta medan fartyget sjönk (på grunt vatten). 70 man förlorades.
Niobe bärgades efter kriget 1953 och skrotades i Finland.

### Anfallet
- 28 × Pe-2 från 12 Gv.BAP, ledda av övl V.I.Rakov (anfallsledare)
- 4 × A-20C Havoc från 51 MTAP, övl I.N.Pomarenko
- 23 × IL-2 från 47 SHAP , övl N.G.Stepajan
- 30 × Jak-9 från 21 IAP , övl P.I.Pavlov
- 6 × Jak-9 från 15 ORAP
- 24 × LaGG-3 från 9 IAP
- 11 IAP 16 × La-5 från 1 Gv.IAD.

Ett inledande anfall utfördes av IL-2:or för att uppehålla luftvärnet, detta följdes av tre separata störtbombsanfall med Pe-2:or, av vilka den sista var en avledningsmanöver för att dra ifrån uppmärksamheten av fyra Havocflygplan som kom flygande lågt. Pe-2:orna fick in två träffar och Havocarna fick in de avgörande träffarna med två 1 000 kg studsbomber. Fartyget sprang läck under vattenlinjen och lade sig att vila på den grunda hamnbottnen.